# 400811 Gillesfontaine
400811 Gillesfontaine è un asteroide della fascia principale. Scoperto nel 2010, presenta un'orbita caratterizzata da un semiasse maggiore pari a 2,4383965 au e da un'eccentricità di 0,2657709, inclinata di 14,75144° rispetto all'eclittica.